# Associazione Calcio Venezia 1928-1929
Questa voce raccoglie le informazioni riguardanti la Associazione Calcio Venezia nelle competizioni ufficiali della stagione 1928-1929.

## Stagione
Nella stagione 1928-1929 il Venezia, allenato dal tecnico ungherese Antal Mally, disputa il girone B del campionato di Divisione Nazionale, raccoglie 26 punti che valgono l'undicesima posizione di classifica. Il girone B è stato vinto dal Bologna con 49 punti, che poi si aggiudica anche lo scudetto, superando il Torino, vincitore del girone A, nelle tre gare di finale. Con questa stagione si concludono i campionati nazionali a più gironi, dalla prossima stagione le prime nove dei due gironi disputeranno il nuovo campionato di Serie A, mentre le piazzate Venezia compreso, si sono qualificate a disputare il primo campionato di Serie B 1929-1930, si tratta del primo torneo di seconda serie a girone unico. Il miglior marcatore stagionale dei neroverdi è stato il romano Luigi Ziroli che con 10 centri arriva in doppia cifra avendo giocato solo 18 gare, ci arrivano vicino alla cifra doppia anche Aldo Gorini che firma 9 reti e Aldo Padoan con 8 reti.

## Divise
| Casa |

## Rosa
| N. |                   | Ruolo | Calciatore            |
| -- | ----------------- | ----- | --------------------- |
|    | Italia (bandiera) | P     | Luciano De Sanzuane   |
|    | Italia (bandiera) | P     | Cesare Ellena         |
|    | Italia (bandiera) | P     | Ferdinando Santarello |
|    | Italia (bandiera) | D     | Angelo Bianchi        |
|    | Italia (bandiera) | D     | Cisatti               |
|    | Italia (bandiera) | D     | Pietro D'Este         |
|    | Italia (bandiera) | D     | Angelo Greatti        |
|    | Italia (bandiera) | C     | Vincenzo Migotti      |
|    | Italia (bandiera) | C     | Arnaldo Novello       |
|    | Italia (bandiera) | C     | Gino Visentin (II)    |

| N. |                   | Ruolo | Calciatore       |
| -- | ----------------- | ----- | ---------------- |
|    | Italia (bandiera) | C     | Vittorio Zennaro |
|    | Italia (bandiera) | A     | Vittorio Bonello |
|    | Italia (bandiera) | A     | Luigi D'Indri    |
|    | Italia (bandiera) | A     | Aldo Gorini      |
|    | Italia (bandiera) | A     | Luigi Miconi     |
|    | Italia (bandiera) | A     | Mario Montesanto |
|    | Italia (bandiera) | A     | Aldo Padoan      |
|    | Italia (bandiera) | A     | Luigi Pantani    |
|    | Italia (bandiera) | A     | Marco Zanotto    |
|    | Italia (bandiera) | A     | Luigi Ziroli     |

## Risultati

### Divisione Nazionale - girone B

#### Girone di andata
| Arbitro: | Enrietti (Torino) |

|                        |           |                |
| Savelli 1’ Ranelli 36’ | Marcatori | 67’ V. Bonello |

| Arbitro: | Galassi (Torino) |

|            |           |                        |
| Miconi 90’ | Marcatori | 12’ Pozzi 32’ Muzzioli |

| Arbitro: | Mangano (Milano) |

|                                      |           |           |
| Civinini 15’ Ferrero 80’ Cantini 82’ | Marcatori | 2’ Padoan |

| Arbitro: | R. Barlassina (Novara) |

|                                 |           |              |
| Montesanto 30’ Pantani 68’, 80’ | Marcatori | 90’ Mihalich |

| Arbitro: | Garbieri (Genova) |

|                                                       |           |                             |
| Miconi 11’ Montesanto 26’, 82’ Padoan 52’ Pantani 89’ | Marcatori | 4’ L. Bajardi 31’ Seccatore |

| 4 novembre 1928 6ª giornata | Fiorentina | 0 – 2 Assegnato a tavolino per forfait Fiorentina | Venezia |  |

| Arbitro: | Rovida (Milano) |

|                        |           |                        |
| Pantani 14’ Padoan 24’ | Marcatori | 79’ Cassese 90’ Fenili |

| Arbitro: | Sganzetta (Torino) |

|                                      |           |                                    |
| V. Bonello 6’ Zanotto 31’ Miconi 64’ | Marcatori | 11’ Casanova 35’ Bertoli 53’ Bindi |

| Arbitro: | Casetta (Torino) |

|                       |           |            |
| Porta 1’ Cipriani 64’ | Marcatori | 69’ Padoan |

| Arbitro: | Dani (Genova) |

|            |           |                                            |
| Miconi 37’ | Marcatori | 2’ Meazza 5’, 29’ Blasevich 42’ Balestrini |

| Arbitro: | Giorgi (Milano) |

|                       |           |  |
| Miconi 3’ Pantani 74’ | Marcatori |  |

| Arbitro: | Guarnieri (Milano) |

|                                      |           |            |
| Scaltriti 20’ Chitò 70’ Giuliani 76’ | Marcatori | 25’ Padoan |

| Arbitro: | Melandri (Bologna) |

|                                               |           |  |
| Vojak 16’ Munerati 39’ Varglien 57’ Borgo 75’ | Marcatori |  |

| Arbitro: | Turbiani (Ferrara) |

|                            |           |                    |
| Gorini 31’, 59’ Ziroli 39’ | Marcatori | 64’ Guglielminotti |

| Arbitro: | Caironi (Milano) |

|               |           |  |
| E. Bodini 83’ | Marcatori |  |

#### Girone di ritorno
| Arbitro: | Mattea (Casale Nonf.) |

|            |           |            |
| Ziroli 11’ | Marcatori | 18’ Moroni |

| Arbitro: | Asei Conte (Vercelli) |

|                                 |           |  |
| Schiavio 39’, 77’ A. Busini 67’ | Marcatori |  |

| Arbitro: | Caironi (Milano) |

|            |           |              |
| Gorini 25’ | Marcatori | 53’ Civinini |

| Arbitro: | Galassi (Torino) |

|            |           |            |
| Serdoz 29’ | Marcatori | 63’ Gorini |

| Arbitro: | Rovida (Milano) |

|                                       |           |  |
| F. Santagostino 16’, 20’ C. Villa 81’ | Marcatori |  |

| Arbitro: | D'Alessandro (Vercelli) |

|                                       |           |            |
| Ziroli 22’ Pantani 68’ Montesanto 84’ | Marcatori | 40’ Meucci |

| Arbitro: | Enrietti (Torino) |

|                                      |           |            |
| Buscaglia 6’, 87’ Sallustro 24’, 75’ | Marcatori | 63’ Gorini |

| Arbitro: | R. Barlassina (Novara) |

|                                                     |           |                                               |
| Valeriani 8’ Bertoli 30’, 85’ Fornaciari 72’ (rig.) | Marcatori | 9’, 77’ Gorini 10’, 15’ Padoan 47’ V. Bonello |

| Arbitro: | Melandri (Bologna) |

|                                                          |           |  |
| Zanotto 29’ Ziroli 38’, 52’ Padoan 60’ (rig.) Gorini 85’ | Marcatori |  |

| Arbitro: | Beretta (Novi Ligure) |

|                                                                                |           |                       |
| Meazza 15’, 44’, 46’, 83’, 88’ Blasevich 17’, 40’, 85’ Viani 30’ Serantoni 81’ | Marcatori | 20’ Gorini 26’ Padoan |

| Arbitro: | R. Barlassina (Novara) |

|          |           |  |
| Rier 76’ | Marcatori |  |

| Arbitro: | Casetta (Torino) |

|                                |           |                                 |
| V. Bonello 18’ Ziroli 37’, 53’ | Marcatori | 12’ C. Barbieri 75’ A. Prosperi |

| Arbitro: | Caironi (Milano) |

|                   |           |              |
| Ziroli 70’ (rig.) | Marcatori | 65’ Galluzzi |

| Arbitro: | Lenti (Genova) |

|                          |           |            |
| E. Martin 58’ Gruppo 66’ | Marcatori | 44’ Ziroli |

| Arbitro: | Turbiani (Ferrara) |

|                             |           |               |
| Zanotto 43’, 49’ Ziroli 88’ | Marcatori | 64’ Gilardoni |

## Statistiche

### Statistiche di squadra
| Competizione        | Punti | Totale | Totale | Totale | Totale | Totale | Totale |
| Competizione        | Punti | G      | V      | N      | P      | Gf     | Gs     |
| ------------------- | ----- | ------ | ------ | ------ | ------ | ------ | ------ |
| Divisione Nazionale | 26    | 30     | 10     | 6      | 14     | 53     | 65     |
| Totale              | 26    | 30     | 10     | 6      | 14     | 53     | 65     |